# 伯納姆雙星總表
伯納姆雙星總表 (BDS) 是距離北極121°以內雙星的星表。它於1906年由華盛頓卡耐基學院發表，分成兩卷，標題為"北極121°內的雙星總目錄"。第一部分給出了13,665對雙星的座標、名稱和星等，幾乎囊括了1906年之前所發現的所有雙星。第二部分是對出版物上每一對雙星觀測的測量、註解和引用資料。
BDS是由舍本·衛斯里·伯納姆所編篆，他從1870年開始斷斷續續的費了36年。最初是提交給史密森尼學會出版，但是被拒絕了。在1874年，原定由美國海軍天文台印刷，但排版中途被中斷，而且樣本也被弄壞了。在1886年，史密森尼學會改變了心意，提出出版的提議，但是伯納姆已經氣餒，沒有接受這個提議。伯納姆自1888年起在利克天文台工作了4年。在1892年離開後，他花了5年修改他的目錄手稿；卡內基研究所在九年後出版了它。
當他從葉凱士天文台退休的時候，他已經累積了足夠的資料來修改他的目錄。這最終成為1932年艾肯雙星目錄 (ADS) 的一部分，而成為BDS的後繼者。

## 外部連結
- A General Catalogue of Double Stars Within 121° of the North Pole, Part I, Sherburne Wesley Burnham, Carnegie Institution of Washington, 1906.
Full text of Part I online at Google Books.